# Leonardo Sbaraglia
Leonardo Máximo Sbaraglia (Buenos Aires, 30 de junho de 1970) é um ator argentino. Ele é mais conhecido por seus papeis nos filmes Dor e Glória (2019), O Silêncio do Céu (2016) e Intacto (2001).